# Lübbenau/Spreewald
Lübbenau/Spreewald település Németországban, azon belül Brandenburgban. Lakosainak száma 15 774 fő (2023. december 31.).

## Népesség
A település népességének változása:
| Lakosok száma | 10 174 | 10 549 | 12 986 | 23 481 | 19 474 | 16 237 | 16 090 | 15 969 | 15 726 | 15 774 |
|               | 1875   | 1910   | 1950   | 1990   | 2001   | 2015   | 2017   | 2020   | 2022   | 2023   |